# 멜 로하스 주니어
멜 로하스 주니어(영어·스페인어: Mel Rojas Jr., 1990년 5월 24일~)는 미국의 야구 선수이다. 전 KBO 리그의 팀인 kt wiz에서 외야수, 지명타자로 활동했다. 스위치 히터이며 KBO 리그 등록명은 로하스이다.

## 선수 경력

### 미국 프로야구
2010년에 피츠버그 파이리츠에 지명되며 프로 생활을 시작했다. 이후 마이너 리그 생활을 했다. 2014년에는 트리플 A까지 진출했으나 MLB에는 진출하지는 못했다. 이후 2016년에 애틀랜타 브레이브스로 트레이드돼 트리플 A 생활을 이어나갔다.

### kt 위즈

#### 2017년 시즌
6월에 성적 부진으로 퇴출된 조니 모넬의 대체 야수로 영입되었다. 6월 13일 삼성 라이온즈전에서 대타로 출전하며 KBO 리그 데뷔 첫 경기를 치렀다. 시즌 18홈런을 쳐 냈다.

#### 2018년 시즌
타율 0.305, 43홈런을 기록했다. 5월 29일 삼성 라이온즈와의 경기에서 팀 창단 첫 사이클링 히트를 기록했다.

#### 2019년 시즌
타율 0.322, 24홈런을 기록했다.

#### 2020년 시즌
6월 MVP, 시즌 MVP를 수상했다. 구단 최초로 신인상, MVP를 동반 배출했다.

### 한신 타이거스
로하스는 2021년에 한신 타이거스에 입단했다.

### 티그레스 델 리세이
로하스는 2023년에 티그레스 델 리세이에 입단했다.

### kt 위즈 2기
2023년 12월 7일 kt wiz는 로하스가 총액 90만 달러(약 11억 8,080만 원)로 2024년부터 앤서니 알포드를 대체할 외국인 야수로 구단에 합류한다고 발표했다.
2025시즌 타이론 우즈의 174홈런을 넘어서 KBO 리그 외국인 최다 홈런 신기록을 세웠다.

## 국가대표팀 경력
로하스는 도미니카 공화국 야구 국가대표팀 대표로 2017년 WBC에 참가했으며 당시 도미니카 대표팀 선수 중 유일한 마이너 리그 선수였다.

## 개인사
로하스는 도미니카 공화국인 아버지 멜 로하스가 마이너 리그 베이스볼의 인디애나폴리스 인디언스에서 활동할 때 태어났다.